# Base nitrogenada

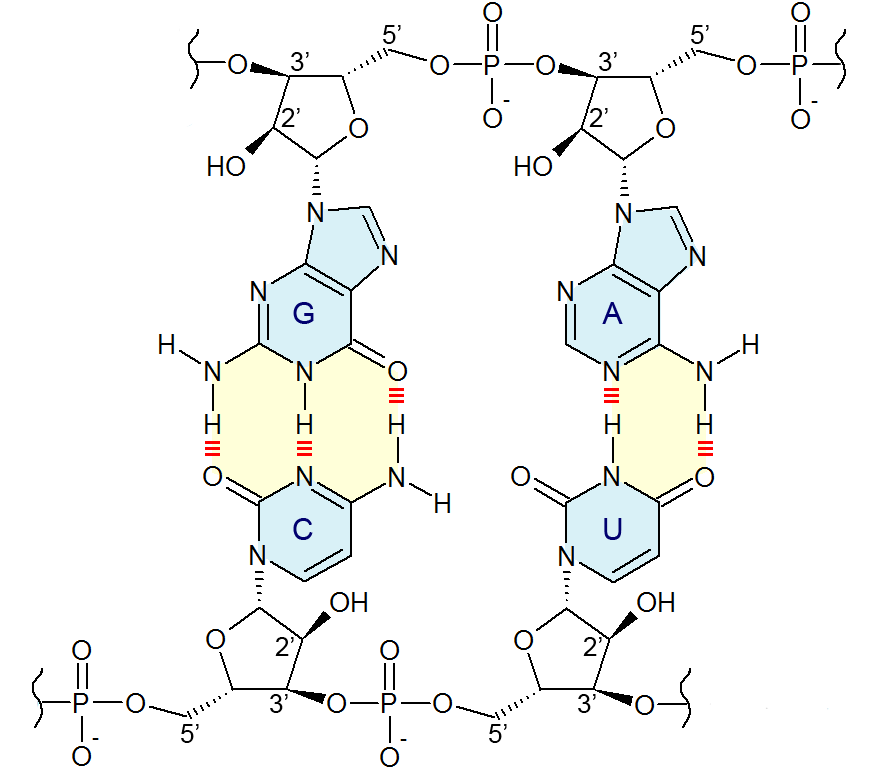
Emparellament de bases: la guanina (G) s'emparella amb la citosina (C) mitjançant tres enllaços d'hidrogen, en vermell. L'adenina (A) s'emparella amb l'uracil (U) mitjançant dos enllaços d'hidrogen.

Una base nitrogenada és un compost orgànic que deu les propietats de base a un parell solitari d'electrons d'un àtom de nitrogen.
Són bases nitrogenades l'amoni (NH₄+) i les amines, com la trietilamina, la piridina, etc., que originen els aminoàcids.
En el material genètic (ARN i ADN) existeixen cinc bases nitrogenades, l'adenina (A), la guanina (G), la timina (T), la citosina (C) i l'uracil (U), que es poden classificar en dos grups: les purines -l'adenina i la guanina- i les pirimidines -la citosina, la timina i l'uracil.
Aquestes bases formen una part cabdal dels nucleòtids, i -segons l'ordre amb què estan combinades- contenen la informació genètica i constitueixen els gens, la base del codi genètic universal.
En l'ADN, l'adenina sempre s'associa amb la timina (i vice-versa) i la guanina sempre s'associa amb la citosina (i vice-versa). En l'ARN l'uracil substitueix la timina.

## Fórmules de les cinc bases nitrogenades del material genètic

Adenina
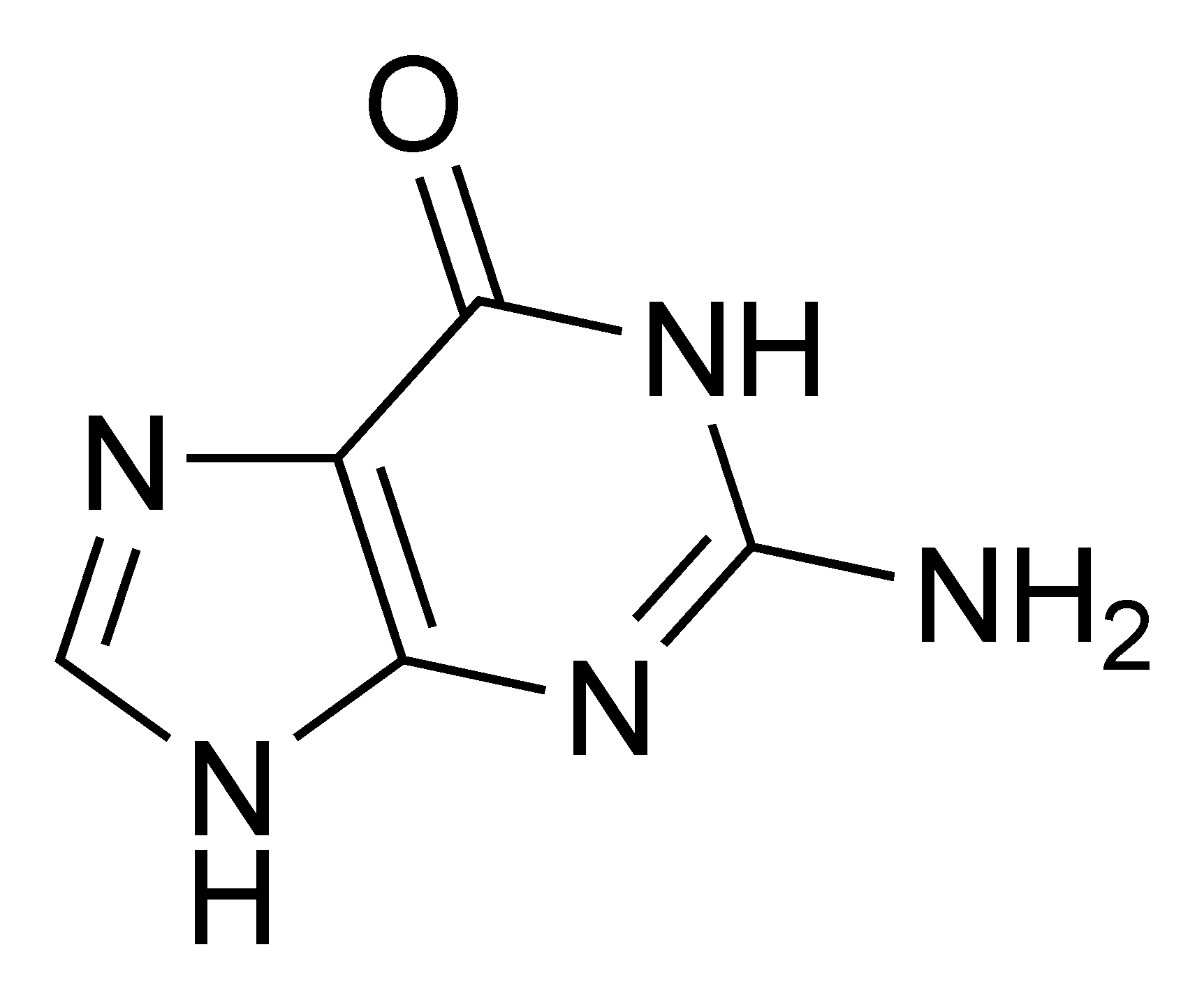
Guanina
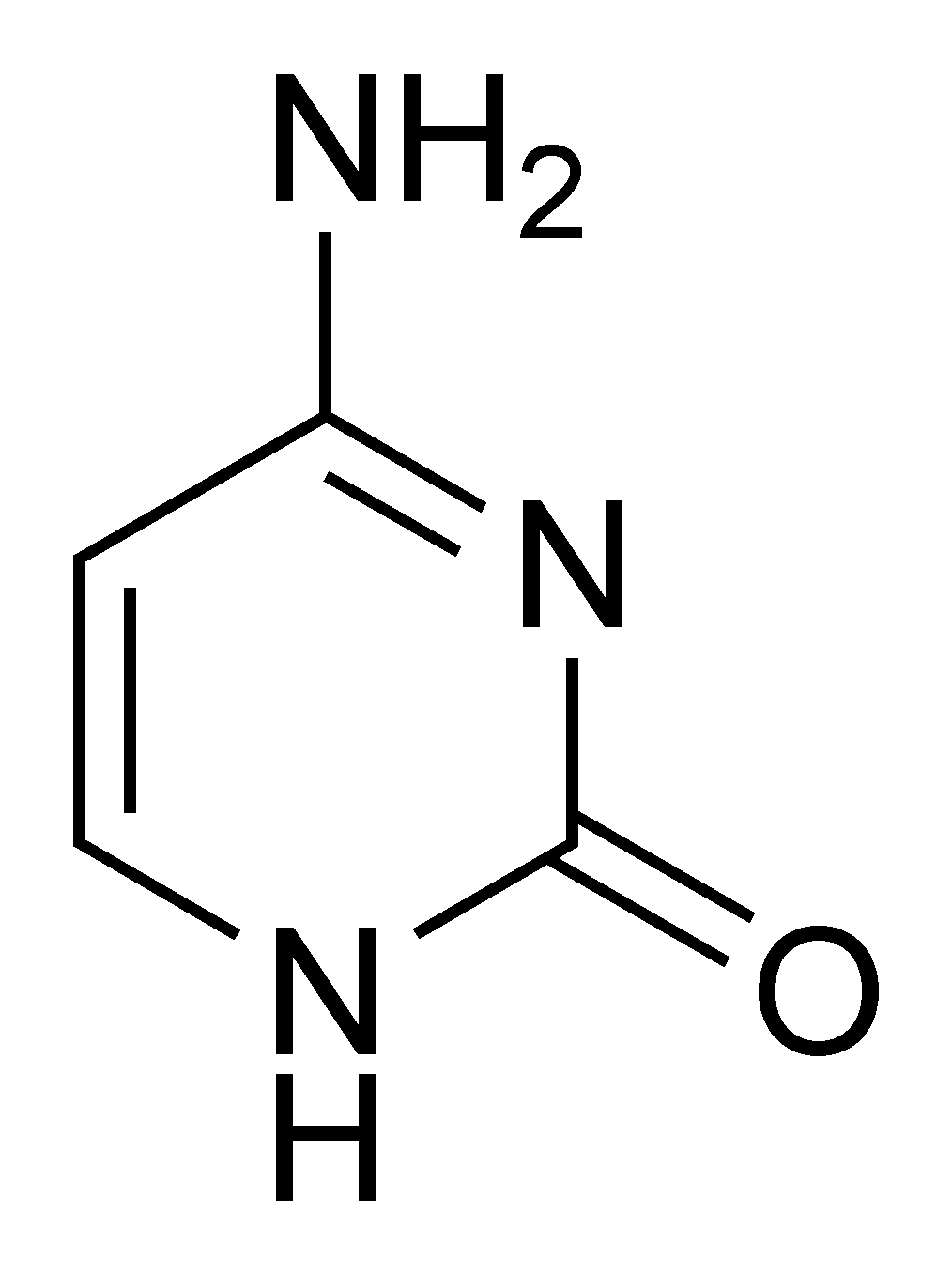
Citosina
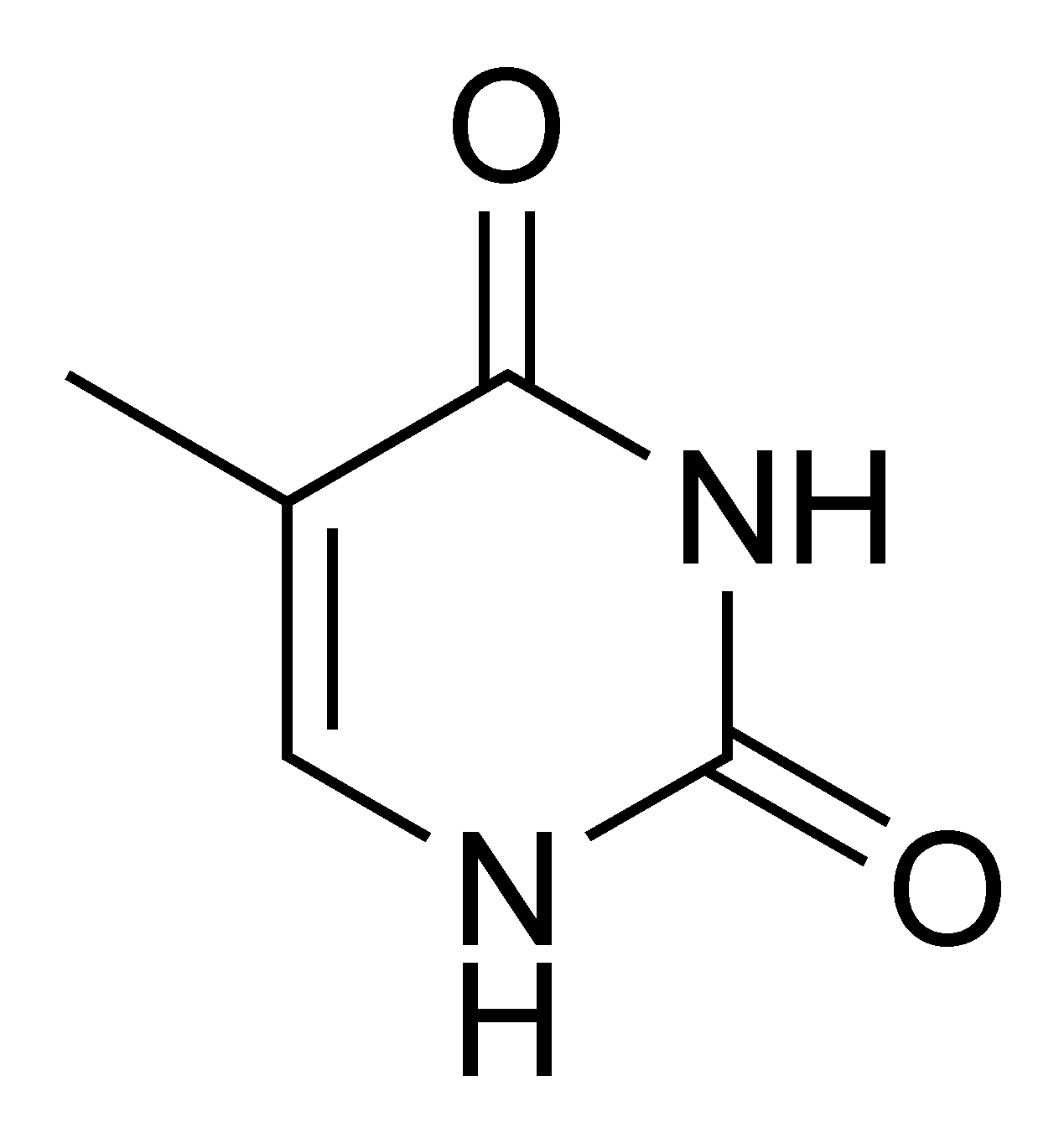
Timina
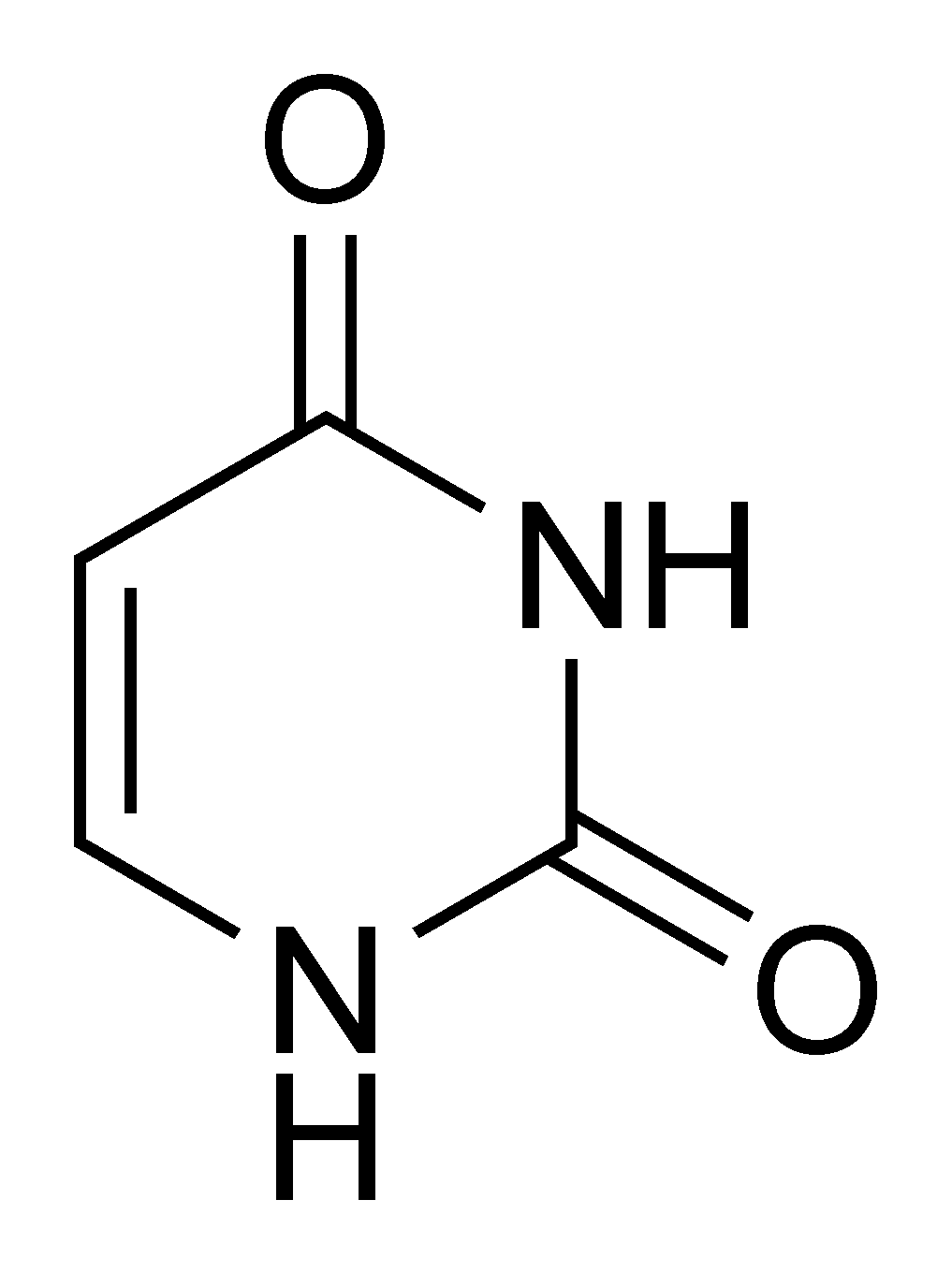
Uracil